# Мрежова неутралност
Мрежовата неутралност (на английски: network neutrality) е принцип, касаещ работата на интернет доставчиците, според който интернет скоростта към определени уебсайтове не бива да се манипулира и те нямат право да я ограничават или да блокират сайтове и/или услуги в киберпространството. Принципът гарантира, че доставчикът няма да дава приоритет на уебтрафика за едни уебсайтове за сметка на други. Според много онлайн теоретици мрежовата неутралност трябва да се третира като основно човешко право.

## Предпоставки
Интернет доставчиците използват различни инструменти за осигуряване на сигурност и интегритет на своите комуникационни мрежи или да контролират предаването на информация по тях (например да ограничават изпращането на спам или да изпълнят съдебна заповед). Управлението на трафика е от съществено значение и за доставката на чувствителна спрямо времето информация като
IPTV в реално време или видео конферентна връзка, при които може да се наложи приоритизиране на трафика за да се гарантира високо качество на услугата.
Съществува обаче фин баланс между необходимостта да бъде осигурен отворен Интернет и правилното използване на инструментите за управление на трафика. Осъществяването на този баланс представлява предизвикателство за регулаторите и доставчиците.
Привържениците на принципа смятат, че така се постига равноправие между различните уебсайтове и услуги в интернет. Интернет доставчиците обаче не го одобряват, защото, ако имат възможността да контролират трафика, ще могат да намаляват скоростта при услуги и уебсайтове, които консумират по-малък трафик като обем и време за прехвърляне, като например електронна поща, за сметка на по-натоварващи уебсайтове. Според тях подобен подход е все по-необходим, особено с нарастващото използване на смартфони и мобилен интернет, което води до претоварване на мобилните интернет мрежи в някои части на САЩ.
Най-големите притеснения обаче са, че пренебрегването на мрежовата неутралност може да наложи практиката големите телекоми да се споразумяват с интернет компании и срещу заплащане да отварят т.нар. скоростна линия само за тях. Така се създава нелоялна конкуренция в интернет пространството, особено ако фирми като Google пуснат например онлайн телевизия и си осигурят високоскоростна връзка за сметка на конкурентите им.

## История
През 2007 г. по-голямата част от интернет се разпространява от 30 000 блока сървъри (коректният термин е Autonomous System). Две години по-късно половината от обмена на данни в интернет се осъществява от 150 блока сървъри. Сред тях са не само YouTube и Facebook, но и мрежите за разпространение на онлайн съдържание като Akamai и Limelight, които често излизат по-евтино от собствения хостинг на данни.
Новият модел, по който работи интернет[ неясно? ], размива границите и затова всеки участник може да претендира да му се плаща. Както днес големи телеком групи настояват Google да плати за преноса на данни, така утре търсачката може да предложи на оператор да плати, за да може клиповете в YouTube да се зареждат по-бързо при неговите клиенти. Това е конкурентно предимство, но нарушава принципа на т.нар. мрежова неутралност.
Един пример за мрежова неутралност е случаят на разследване на оператора Comcast през 2008 от страна на американския телеком регулатор (FCC). Причината е оплакване на потребител, че интернет доставчикът Comcast намалява скоростта на връзката му, когато тегли торенти. Последвалото решение на телеком регулатора забранява практиката на Comcast.